# Join Together (1990)
Join Together è un album dal vivo del gruppo rock britannico The Who, pubblicato nel 1990.

## Tracce
Tutte le tracce sono state scritte da Pete Townshend, eccetto dove indicato.

### Disco 1:Tommy
1. Overture/It's a Boy – 5:26
2. 1921 – 2:52
3. Amazing Journey – 3:07
4. Sparks – 4:36
5. Eyesight to the Blind (The Hawker) (Sonny Boy Williamson II) – 2:18
6. Christmas – 4:25
7. Cousin Kevin (John Entwistle) – 3:56
8. The Acid Queen – 3:44
9. Pinball Wizard – 4:21
10. Do You Think It's Alright? – 0:23
11. Fiddle About (John Entwistle) – 1:39
12. There's a Doctor – 0:21
13. Go to the Mirror! – 3:22
14. Smash the Mirror – 1:09
15. Tommy, Can You Hear Me? – 0:58
16. I'm Free – 2:09
17. Miracle Cure – 0:25
18. Sally Simpson – 4:18
19. Sensation – 2:22
20. Tommy's Holiday Camp (Keith Moon) – 0:58
21. We're Not Gonna Take It – 8:44

### Disco 2
1. Eminence Front – 5:53
2. Face the Face – 6:15
3. Dig – 3:46
4. I Can See for Miles – 3:43
5. A Little Is Enough – 5:06
6. 5:15 – 5:48
7. Love Reign O'er Me – 6:49
8. Trick of the Light (Entwistle) – 4:49
9. Rough Boys – 4:44
10. Join Together – 5:15
11. You Better You Bet – 5:40
12. Behind Blue Eyes – 3:38
13. Won't Get Fooled Again – 9:30